# سیارک ۱۷۷۰۳
سیارک ۱۷۷۰۳ (به انگلیسی: 17703 Bombieri، نامگذاری:1997RS5) هفده هزار و هفتصد و سومین سیارک کشف شده‌است که در ۹ سپتامبر ۱۹۹۷ کشف شد.
قدر مطلق سیارک برابر ۱۶٫۳۰ است.